# 普贝克层
普贝克层 又译珀贝克层。英国侏罗系最顶部的地层单元（侏罗纪约始于1.9亿年前，持续约5400万年）。位于波特兰层之上，代表普贝克阶（侏罗纪的一格世界性标准时间地层单元）。该层岩石变化很大，显示出侏罗纪地理条件的主要更替。